# Praxithea thomsonii
Praxithea thomsonii es una especie de escarabajo longicornio del género Praxithea, tribu Torneutini, subfamilia Cerambycinae. Fue descrita científicamente por Chabrillac en 1857.
La especie se mantiene activa durante los meses de noviembre y diciembre.

## Descripción
Mide 41-50 milímetros de longitud.

## Distribución
Se distribuye por Brasil.